# موتور اتحاد دو (دشتاب)
موتور اتحاد دو (بالإنجليزية: Mowtowr-e Atahaddu)‏ هي مستوطنة تقع في إيران في كرمان. يقدر عدد سكانها بـ 42 نسمة .